# Oulun Kärpät
Oulun Kärpät (övers. Uleåborgs hermeliner) är en ishockeyklubb från Uleåborg i Finland. Klubben grundades 1946 och nådde FM-ligan i slutet av 1970-talet. Innan dess hade Kärpät spelat i högsta serien men fallit ur kort därefter. År 1980 fick Kärpät sin första FM-liga-medalj och året därpå vann laget sitt första mästerskap. Målet var att vinna mästerskapet igen men laget nådde endast brons säsongerna 1984, 1985 och 1986 och ett silver 1987. Efter det föll Kärpät ur FM-ligan 1989 och gick i konkurs.
Till säsongen 1998–1999 anlitade laget Juhani Tamminen som tränare och följande säsong nådde Kärpät FM-ligan igen. Laget vann guld två år i rad 2004 och 2005. 2006 tog Kärpät 122 poäng i grundserien, hittills flest, men Ässät skrällde i semifinalen vilket för Kärpät betydde bronsmatch. Den vanns relativt enkelt med 6-2 mot HIFK. 2007 och 2008 vann Kärpät två mästerskap i rad igen, men till säsongen 2009 blev laget kraftigt försvagat. Kärpät slutade femma i grundserien (den sämsta placeringen i grundserien sedan 2002) men i slutspelet tog sig laget till final. Där blev Kärpät dock det första laget som förlorat med 0-4 i matcher (mot JYP).
Kärpäts hemmahall är Oulun Energia Areena (tidigare Raksila ishall); hallen färdigställdes 1974 och rymmer 6 614 personer efter en renovering som gjordes 2004.

## Frysta nummer
- #5 Lasse Kukkonen
- #6 Ilkka Mikkola
- #10 Reijo Ruotsalainen
- #15 Markku Kiimalainen
- #24 Jari Viuhkola